# 温泉镇 (勉县)
温泉镇，是中华人民共和国陕西省汉中市勉县下辖的一个乡镇级行政单位。

## 行政区划
温泉镇下辖以下地区：
刘家山村、晏家湾村、板桥村、郭家湾村、中坝村、光明村和付营村。